# Flughafen Sälen

i7
i11
i13
Der Flugplatz Sälen (schwedisch Sälen-Scandinavian Mountains flygplats; IATA-Code: SCR, ICAO-Code: ESKS) ist ein privater Flugplatz, 20 km westlich von Sälen in der schwedischen Provinz Dalarna entfernt und nahe der norwegischen Grenze.

## Flughafendaten
Der Flughafen hat eine Asphaltpiste mit 2500 m Länge und 45 m Breite. Die Seehöhe beträgt 502 m. Das Passagierterminal hat eine Fläche von 5000 m². Er ist mit einem virtuellen Tower statt mit einem klassischen Flugverkehrskontrollturm ausgestattet. Die Fluglotsen sitzen in Sundsvall vor einer Art Kinoleinwand, die aus mehreren hochauflösenden Bildschirmen besteht und einen 360-Grad-Rundumblick auf das Flughafengelände und die Umgebung ermöglicht.

## Geschichte
Ende der 1960er-Jahre wurde auf altem Ackerland in der Nähe des Bergdorfes Rörbäcksnäs, das direkt an der norwegischen Landesgrenze liegt, ein einfacher Flugplatz errichtet. Viele der Dorfbewohner interessierten sich für das Fliegen und hatten Zugang zu Maschinen, die das Gelände planieren konnten. Das Interesse am Flugplatz schwankte mehrere Jahre lang, doch in den 1970er-Jahren wurde der Flugplatz ordnungsgemäß restauriert, als ein Luftfahrtclub gegründet wurde und den Betrieb des Flugplatzes übernahm. Das Interesse wuchs, und 2005 wurde die Landebahn auf 1199 Meter verlängert. Im Jahr 2019 wurde ein internationaler Flughafen fertiggestellt und die Landebahn umgebaut, erweitert und verbreitert. Der Flughafen wurde am 22. Dezember 2019 eröffnet.

## Flugbetrieb
Im Jahr 2022 wurden 17.961 Passagiere transportiert und 248 Flugbewegungen durchgeführt.
Vom Flughafen Sälen werden von Braathens Stockholm, Malmö, Växjö und Ängelholm sowie von SAS Scandinavian Airlines Kopenhagen und London angeflogen.
Braathens Regional Airways|Braathens, SAS Scandinavian Airlines, TUI und Lübeck Air sind die wichtigsten Fluggesellschaften für den Flughafen.